# لکوسیتوز
لکوسیتوز یا پُرشماری سفیدگویچه‌ها (به انگلیسی: Leukocytosis) بالا رفتن شمار گلبول‌های سفید در گردش خون است.
میزان طبیعی گلبول‌های سفید ۴۵۰۰ الی ۱۰۰۰۰ گلبول سفید در هر میکرولیتر (LCM) است. افزایش تعداد گلبول‌های سفید از این تعداد را لکوسیتوز می‌نامند.
لکوسیتوز در بارداری شایع است.

## علل لکوسیتوز
به‌طور کلی لکوسیتوز در موارد زیر دیده می‌شود: بیماری‌های عفونی، بیماری‌های التهابی (مثل آرتریت روماتوئید و آلرژی)، برخی نئوپلازی‌ها مانند لوسمی یا سرطان خون، استرس شدید روحی یا فیزیکی و آسیب بافتی (سوختگی شدید). این موارد اغلب با حضور گلبول‌های سفید نابالغ (شیفت به چپ) همراهند.

## انواع لکوسیتوز
انواع گلبولهای سفید می‌توانند به صورت مجزا افزایش تعداد داشته باشند از این‌رو می‌توانیم نوتروفیلی، مونوسیتوز، ائوزینوفیلی، لنفوسیتوز و بازوفیلی را داشته باشیم این موارد می‌توانند دلایل مختلف داشته باشند مثلاً ائوزینوفیلی می‌تواند ناشی از آلرژی یا عفونتهای انگلی باشد ولی نوتروفیلی اغلب ناشی از بیماریهای عفونی است.